# 밍크
밍크(mink)는 족제비과의 동물이다.

## 생태
밍크는 유럽밍크와 아메리카밍크가 있으며, 유럽밍크는 러시아, 동유럽, 핀란드, 프랑스, 시베리아에 서식하고, 아메리카밍크는 북아메리카 대부분의 지역에서 서식한다. 하지만 인공사육으로 세계 곳곳에서 살고 있다.
식성은 육식으로 쥐, 토끼, 새, 가재, 게, 개구리, 물고기를 잡아먹으며, 먹고 남은 먹이는 굴 속에 보관한다. 그 이유는 밍크가 자신이 먹을 수 있는 분량보다 더 많이 사냥하는 습관을 가졌기 때문이다. 주로 바위틈이나 굴, 나무동굴, 다른 동물이 버린 굴에서 서식하는데, 밍크가 사는 굴은 냇가나 숲, 호수 등의 물가에 있다. 번식기는 2-3월이며, 임신기간은 45-50일, 39일-76일이다. 새끼는 1-5마리를 낳고, 5주 만에 젖을 뗀다. 6-8주간 어미의 보호를 받으며, 사냥에 익숙해지면 부모와 헤어져 혼자 산다.
털가죽이 비싸기 때문에 인공으로 사육되기도 하는데, 하얀 밍크, 검은 밍크 등의 개량종이 나오기도 했다. 색상은 현대에 와서 다양해졌는데 블루 계통으로는 아주 짙은 블루 그레이로부터 흰색에 가까운 범위까지 개발되고 있다. 사육장의 일부 밍크들이 탈출하여 환경에 적응하기도 하는데, 이들은 식욕이 왕성하고 적응력이 뛰어나 기존 생태계를 파괴할 위험이 있다. 실제로 아이슬란드에서는 밍크들이 조류에게 피해를 준다고 한다.